# Xã DeSoto, Quận Jackson, Illinois
Xã DeSoto hay Xã De Soto (tiếng Anh: DeSoto Township) là một xã thuộc quận Jackson, tiểu bang Illinois, Hoa Kỳ. Năm 2010, dân số của xã này là 2.388 người.